# Шахтёр (футбольный клуб, Киселёвск)
«Шахтёр» — российский футбольный клуб из Киселёвска (Кемеровская область). Основан в 1966 году. Лучшее достижение в первенстве России — 8-е место в 7 зоне второй лиги в 1993 году.
«Шахтёр» дважды участвовал в 1/16 финала Кубка СССР (1966/1967, 1967/1968 — 6 зона), становился бронзовым призёром чемпионата страны в 6-й зоне класса «Б» в 1967 и 1968 годах и победителем зонального турнира класса «Б» в 1969 году. Под названием «Ника» занял третью позицию в первенстве России среди ЛФК 1992 года.

## История
Команда дебютировала в классе «Б» в сезоне 1966 года. Первый сезон на уровне команд мастеров стал для «Шахтёра» не очень удачным, команда заняла 16-е место в 6-й зоне РСФСР. В дальнейшем команда входила в число лидеров своей зоны: в сезонах 1967 и 1968 годов она занимала вторые места и играла в полуфинальном турнире, а в сезоне 1969 года выиграла турнир в своей зоне и заняла первое место на домашнем полуфинале, но заняла только пятое место в финале и не добилась повышения в классе. В сезоне 1970 года «Шахтёр» занял 12-е место и не вошёл в число участников второй лиги после расформирования класса «Б». За всё время выступления в классе «Б» «Шахтёр» одержал самую крупную победу в матче против над бийского «Прогресса» в сезоне 1969 года (6:0), а самое крупное поражение потерпел от красноярского «Локомотива» (0:6) в 1966 году. В 1980-х годах Киселёвск в чемпионате Кемеровской области представляли 2 команды: «Автомобилист» и «Машиностроитель».
В 1992 году команда под названием «Ника» заняла 3-е место во второй зоне первенства России среди КФК. В следующем сезоне «Шахтёр» дебютировал во второй лиге ПФЛ. Первый сезон во второй лиге команда завершила на 8-м месте из 13 участников, а в следующем сезоне 1994 года «Шахтёр», одержав всего 2 победы, занял предпоследнее 11-е место и потерял профессиональный статус из-за финансовых трудностей.
В 1997 году команда под названием ГАИ представляла Киселёвск в сибирской зоне первенства КФК. Сезон команда завершила с равными показателями с «Сибиряком» (Братск), был назначен дополнительный матч за первое место, в котором команде из Киселёвска было засчитано техническое поражение.
В розыгрышах Кубка СССР и России команда никогда не проходила дальше первой стадии.
С 2013 года команда под названием «Шахтёр» представляет Киселёвск в чемпионате Кемеровской области.

## Прежние названия
- 1966—1991, 1993—1996 — «Шахтёр»
- 1992 — «Ника»